# Набранська вузькоколійна залізниця
Набранська вузькоколійна залізниця — залізниця вузької колії (750 мм), яка існувала в Хачмазькому районі Азербайджану. Відкрита у 1951 році.
Діяла від станції Худат, до селища Мухтадір, далі в бік Набрані, були також невеликі відгалуження. Дорога хоч і була в підпорядкуванні Міністерства Сільського господарства Азербайджанської РСР, і призначалася для обслуговування колгоспів та радгоспів у Хачмазькому районі, але з огляду на те, що весь північний схід Хачмасського району є великим туристичним центром Азербайджану, крім перевезень сільськогосподарської продукції і дерева, здебільшого займалася обслуговуванням перевезень пасажирів.
Дорога йшла вздовж берега Каспійського моря.
Була закрита як нерентабельна, у 1990-1992 рр. XX ст.

## Рухомий склад
На залізниці спочатку працювало два паровози, серія яких невідома, потім до них додався тепловоз, ТУ4 або ТУ2м. Пасажирські вагони були відкритого типу, без вікон і дверей. Потяги були вантажно-пасажирськими, складалися з кількох пасажирських, і вантажних вагонів.